# Lättvikt i fristil för damer i brottning vid olympiska sommarspelen 2004
Damernas brottningsturnering i fristil i viktklassen lättvikt vid olympiska sommarspelen 2008 avgjordes den 22-23 augusti i Aten i Ano Liossia Olympic Hall. 

## Medaljörer
| Klass    | Guld                  | Silver                 | Brons                  |
| Lättvikt | Saori Yoshida · Japan | Tonya Verbeek · Kanada | Anna Gomis · Frankrike |

## Resultat

### Förkortningar
- EF — Vinst genom förverkande, förloraren ej plancerad
- E2 — Båda brottarna diskvalificerade för brott mot reglerna
- EV — Diskvalifikation från samtliga tävlingar för brott mot reglerna
- EX — 3 varningar eller brott mot reglerna
- PA — Skada/uteblivande
- PO — Vinst efter poäng, förloraren utan teknik-poäng
- PP — Vinst efter poäng, förloraren med teknik-poäng
- SP — Teknisk överlägsenhet, 10 poängs skillnad, förloraren hade poäng
- ST — Teknisk överlägsenhet, 10 poängs skillnad, förloraren utan poäng
- TO — Vinst efter fall
- KP — Klassificeringspoäng
- TP — Tekniska poäng

### Utslagningsronder

#### Grupp 1
| Tävlande             | Spelade | Vunna | Förlorade | KP | TP |
| -------------------- | ------- | ----- | --------- | -- | -- |
| Tonya Verbeek (CAN)  | 2       | 2     | 0         | 8  | 24 |
| Tela O'Donnell (USA) | 2       | 1     | 1         | 5  | 3  |
| Olga Smirnova (RUS)  | 2       | 0     | 2         | 1  | 8  |

|                      | Poäng |                      | KP     |
| -------------------- | ----- | -------------------- | ------ |
| Tela O'Donnell (USA) | 2–5   | Olga Smirnova (RUS)  | 4–0 TO |
| Tonya Verbeek (CAN)  | 11–1  | Tela O'Donnell (USA) | 4–1 SP |
| Olga Smirnova (RUS)  | 3–13  | Tonya Verbeek (CAN)  | 1–4 SP |

#### Grupp 2
| Tävlande                  | Spelade | Vunna | Förlorade | KP | TP |
| ------------------------- | ------- | ----- | --------- | -- | -- |
| Ida-Theres Karlsson (SWE) | 2       | 1     | 1         | 5  | 6  |
| Mabel Fonseca (PUR)       | 2       | 1     | 1         | 4  | 4  |
| Tetyana Lazareva (UKR)    | 2       | 1     | 1         | 3  | 4  |

|                           | Poäng |                           | KP     |
| ------------------------- | ----- | ------------------------- | ------ |
| Tetyana Lazareva (UKR)    | 4–2   | Ida-Theres Karlsson (SWE) | 3–1 PP |
| Mabel Fonseca (PUR)       | 4–0   | Tetyana Lazareva (UKR)    | 4–0 TO |
| Ida-Theres Karlsson (SWE) | 4–0   | Mabel Fonseca (PUR)       | 4–0 TO |

#### Grupp 3
| Tävlande                  | Spelade | Vunna | Förlorade | KP | TP |
| ------------------------- | ------- | ----- | --------- | -- | -- |
| Saori Yoshida (JPN)       | 2       | 2     | 0         | 8  | 21 |
| Sun Dongmei (CHN)         | 2       | 1     | 1         | 3  | 4  |
| Diletta Giampiccolo (ITA) | 2       | 0     | 2         | 1  | 2  |

|                           | Poäng |                           | KP     |
| ------------------------- | ----- | ------------------------- | ------ |
| Sun Dongmei (CHN)         | 4–2   | Diletta Giampiccolo (ITA) | 3–1 PP |
| Saori Yoshida (JPN)       | 11–0  | Sun Dongmei (CHN)         | 4–0 ST |
| Diletta Giampiccolo (ITA) | 0–10  | Saori Yoshida (JPN)       | 0–4 ST |

#### Grupp 4
| Tävlande                 | Spelade | Vunna | Förlorade | KP | TP |
| ------------------------ | ------- | ----- | --------- | -- | -- |
| Anna Gomis (FRA)         | 2       | 2     | 0         | 7  | 15 |
| Lee Na-Lae (KOR)         | 2       | 1     | 1         | 5  | 5  |
| Sofia Poumpouridou (GRE) | 2       | 0     | 2         | 0  | 2  |

|                          | Poäng |                          | KP     |
| ------------------------ | ----- | ------------------------ | ------ |
| Anna Gomis (FRA)         | 5–2   | Lee Na-Lae (KOR)         | 3–1 PP |
| Sofia Poumpouridou (GRE) | 0–10  | Anna Gomis (FRA)         | 0–4 ST |
| Lee Na-Lae (KOR)         | 3–2   | Sofia Poumpouridou (GRE) | 4–0 TO |

### Utslagningsträd
|  | Semifinaler               | Semifinaler               | Semifinaler |  |  | Final                     | Final                     | Final |
|  |                           |                           |             |  |  |                           |                           |       |
|  | Tonya Verbeek (CAN)       | Tonya Verbeek (CAN)       | 3           |  |  |                           |                           |       |
|  | Ida-Theres Karlsson (SWE) | Ida-Theres Karlsson (SWE) | 1           |  |  | Tonya Verbeek (CAN)       | Tonya Verbeek (CAN)       | 0     |
|  | Saori Yoshida (JPN)       | Saori Yoshida (JPN)       | 7           |  |  | Saori Yoshida (JPN)       | Saori Yoshida (JPN)       | 6     |
|  | Anna Gomis (FRA)          | Anna Gomis (FRA)          | 6           |  |  |                           |                           |       |
|  |                           |                           |             |  |  | Bronsmatch                |                           |       |
|  |                           |                           |             |  |  | Ida-Theres Karlsson (SWE) | Ida-Theres Karlsson (SWE) | 0     |
|  |                           |                           |             |  |  | Anna Gomis (FRA)          | Anna Gomis (FRA)          | 6     |